# Frameries
Frameries ist eine belgische Gemeinde in Wallonien. Sie liegt im Arrondissement Mons der Provinz Hennegau.
Sie wird aus den Ortschaften Frameries, Eugies, La Bouverie, Noirchain und Sars-la-Bruyère gebildet.

## Städtepartnerschaften
- La Chaux-de-Fonds, Schweiz
- Issy-les-Moulineaux, Frankreich
- Willmar, Vereinigte Staaten

## Söhne und Töchter der Gemeinde
- Paul Hankar (1859–1901), Architekt und Möbeldesigner
- Joseph Bidez (1867–1945), Klassischer Philologe
- Abel Dufrane (1880–1960), Entomologe
- Jacques Stoquart (1931–2018), Comicautor

## Weblinks

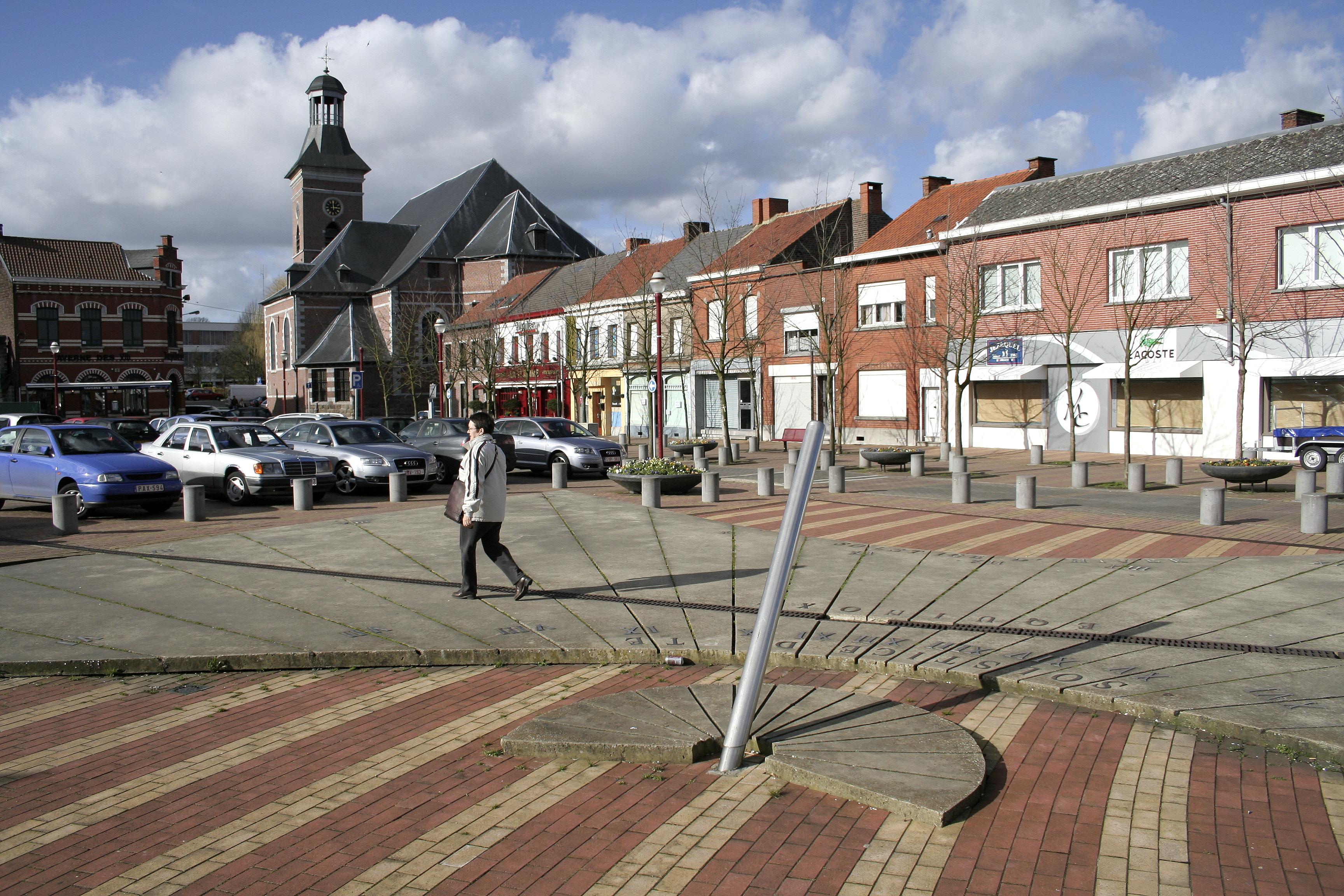
Frameries: Kirchplatz mit Sonnenuhr